# 1,4-dioksan
1,4-Dioksan (kemijska formula: C4H8O2) je brezbarvna spojina, ki se nahaja v spojinah kot so polisorbat, lauret, etoksilarnih alkoholih,... Uporablja se v mnogih proizvodih za osebno higieno, za avtomobilske hladilne tekočine insredstva za penjenje; po navadi vsebuje visoke koncentracije lahko vnetljive spojine.
Je ena od mnogih spojin, ki nastane z hidrolizo etilen oksida, ki je obstojna pod normalnimi pogoji. V stiku z vodo se sprošča strupen zelo lahko vnetljiv plin, pri čemer obstaja velika nevarnost eksplozije.
Etilen oksid je toksičen z vdihavanjem LD50 pri 330 mg/kg. 1,4-Dioksan je znan iritant oči in dihal. Je kancerogen, povzroča poškodbe centralnega živčnega sistema, ledvic in jeter.
Pri vdihovanju lahko tekočina povzroči zbadanje v dihalih. V primeru zbadanja v dihalih, je prizadeto osebo treba umakniti na svež zrak, medtem ko pri zaužitju lahko povzroči zaspanost, glavobol in slabost. V primeru zaužitja se ne sme izzivati bruhanja, ampak je treba usta izprati z vodo, spiti kozarec vode ter takoj poiskati zdravniško pomoč.